# Mecz piłkarski Pomorze – Prusy Wschodnie (1934)
Mecz piłkarski Pomorze – Prusy Wschodnie był pierwszym meczem międzypaństwowym rozegranym w Bydgoszczy. Odbył się 3 czerwca 1934 z inicjatywy Józefa Nowaczyka, referenta sportowego polskiego konsulatu w Kwidzynie. W literaturze określany on jest jako najważniejsze spotkanie międzynarodowe, a zarazem największe widowisko piłkarskie na Pomorzu w dwudziestoleciu międzywojennym (randze spotkania odpowiadała przygotowana oprawa meczu). Na Stadionie Miejskim w Bydgoszczy zasiadło 8 tysięcy kibiców, wśród nich między innymi generał Wiktor Thommée, prezydent Bydgoszczy Leon Barciszewski, wicestarosta Czubiński oraz wicekonsul niemiecki Bernard. Mecz wygrali Niemcy 1:0. .

## Przebieg spotkania
W 22 minucie Helmut Sodeik strzelił gola dla reprezentacji Prus Wschodnich. W następnej minucie niemiecki bramkarz Steffanowski obronił rzut karny strzelany przez Obremskiego. W 38 minucie Jeziorski z reprezentacji Pomorza został kontuzjowany i zastąpiony przez Kimmela z Polonii Bydgoszcz. W 3 minucie po przerwie kontuzjowany został Henning z Prus Wschodnich. W 60 minucie Steffanowski ponownie obronił rzut karny, strzelany przez Drożniewskiego. W 61 minucie kontuzji doznał bramkarz Pomorza, Sobieralski. Zastąpił go Wyczyński z Gryfa Toruń.

## Statystyki
| 3 czerwca 1934 | Pomorze · Obremski nie strzela karnego 23' · Drożniewski nie strzela karnego 65' | 0 : 1(0:1) | Prusy Wschodnie · Helmut Sodeik 22' | Stadion Miejski, Bydgoszcz Widzów: 8 000 Sędzia: prof. Obst Grudziądz |
|                |                                                                                  |            |                                     |                                                                       |

| Pomorze | Prusy Wschodnie |

|  | Sobieralski (Sokół I Bydgoszcz) |
|  | Drożniewski (Sokół I Bydgoszcz) |
|  | Maliszewski (PePeGe Grudziądz)  |
|  | Hybiak (Polonia Bydgoszcz)      |
|  | Stock (Polonia Bydgoszcz)       |
|  | Lubawy (Polonia Bydgoszcz)      |
|  | Nawrocki (PePeGe Grudziądz)     |
|  | Jeziorski (Gryf Toruń)          |
|  | Suchocki (Gryf Toruń)           |
|  | Obremski (Polonia Bydgoszcz)    |
|  | Michalski (Polonia Bydgoszcz)   |

|  | Steffanowski (Preußen Danzig) |
|  | Lingnau (VfB Königsberg)      |
|  | Janz (Preußen Danzig)         |
|  | Metthies (Preußen Danzig)     |
|  | Steinbrück (VfB Königsberg)   |
|  | Hennig (VfB Königsberg)       |
|  | Bendig (VfB Königsberg)       |
|  | Krause (Masovia Lyck)         |
|  | Sodeik (Masovia Lyck)         |
|  | Michalzik (Masovia Lyck)      |
|  | Ballo (Masovia Lyck)          |

Poza wyżej wymienionymi w skład reprezentacji Pomorza powołani zostali następujący gracze Polonii Bydgoszcz: Puziak i Kimmel.